# Mark Trumbo
Mark Daniel Trumbo (nascido em 16 de janeiro de 1986) é um jogador profissional de beisebol que atua como primeira base e campista direito pelo Baltimore Orioles da Major League Baseball (MLB). Também jogou pelo Los Angeles Angels of Anaheim de 2010 até 2013, pelo  Arizona Diamondbacks em 2014 e 2015 e pelo Seattle Mariners em 2015. Trumbo foi convocado para o All-Star Game em 2012 e 2016.